# Alte Veste Amberg
Die Alte Veste Amberg, auch Eichenforst genannt, war, nachdem Amberg durch den Hausvertrag von Pavia von 1329 zur Hauptstadt des pfälzischen Nordgaus geworden war, ab 1338 der Aufenthaltsort des Kurprinzen, der hier als Statthalter für den Kurpfälzischen Teil der Oberpfalz residierte. Nach dem Bau des Kurfürstlichen Schlosses 1417 wurde die Alte Veste als kurfürstlicher Marstall genutzt. Die Anlage ist unter der Aktennummer D-3-61-000-230 als denkmalgeschütztes Baudenkmal von Amberg verzeichnet; ebenso wird sie als Bodendenkmal unter der Aktennummer D-3-6537-0151 im Bayernatlas als „archäologische Befunde des Mittelalters und der frühen Neuzeit im Bereich der Alten Veste in Amberg“ geführt. 

## Beschreibung
Die Anlage besteht aus zwei Gebäuden: der Alten Veste, in der Marstallgasse gelegen, und dem sog. Klösterl, zwischen der Vils und dem Eichenforstgäßchen gelegen.

### Alte Veste
Die Alte Veste wurde vor 1267 errichtet, ursprünglich war sie wohl eine Wasserburg. Sie hat sich in ihren Proportionen und mit verschiedenen originalen Stilelementen (romanische Türen, Estrichböden, Fresken unter dem Dachstuhl, hochgotische Doppelfenster von 1280 und Spitzbögen) trotz fünf Umbaumaßnahmen (zwei in der Zeit der Gotik, eine in der Renaissance und zwei in der Barockzeit, und zwar im ersten Viertel des 18. Jahrhunderts und 1784) im Wesentlichen erhalten. Im 16. Jahrhundert wurde die Fassade mit einer Änderung der Fenstergewände umgestaltet, um 1700 wurde Fassade barockisiert. Die Dachkonstruktion stammt um 1600 und besteht heute aus einem hohen Walmdach. Das Gebäude besitzt 1,2 m dicke Mauern aus Bruchstein, nur die Ecken bestehen aus Steinquadern. Das Gebäude besitzt profilierte Fensteröffnungen sowie ein Stuckportal. Die Hofmauer mit dem stichbogigen Tor stammt aus dem 17./18. Jahrhundert. Zu der Alten Veste zählten auch Stallungen, Scheunen und mehrere Keller. Es wird auch von einem Badhaus, einer Bäckerei, Unterkünften für die Dienstboten, einem Gefängnis und dem Wurzgarten der Jungfrauen berichtet. In dem großen Hofraum sind 1409 sogar Geschütze gegossen worden.

### Klösterl

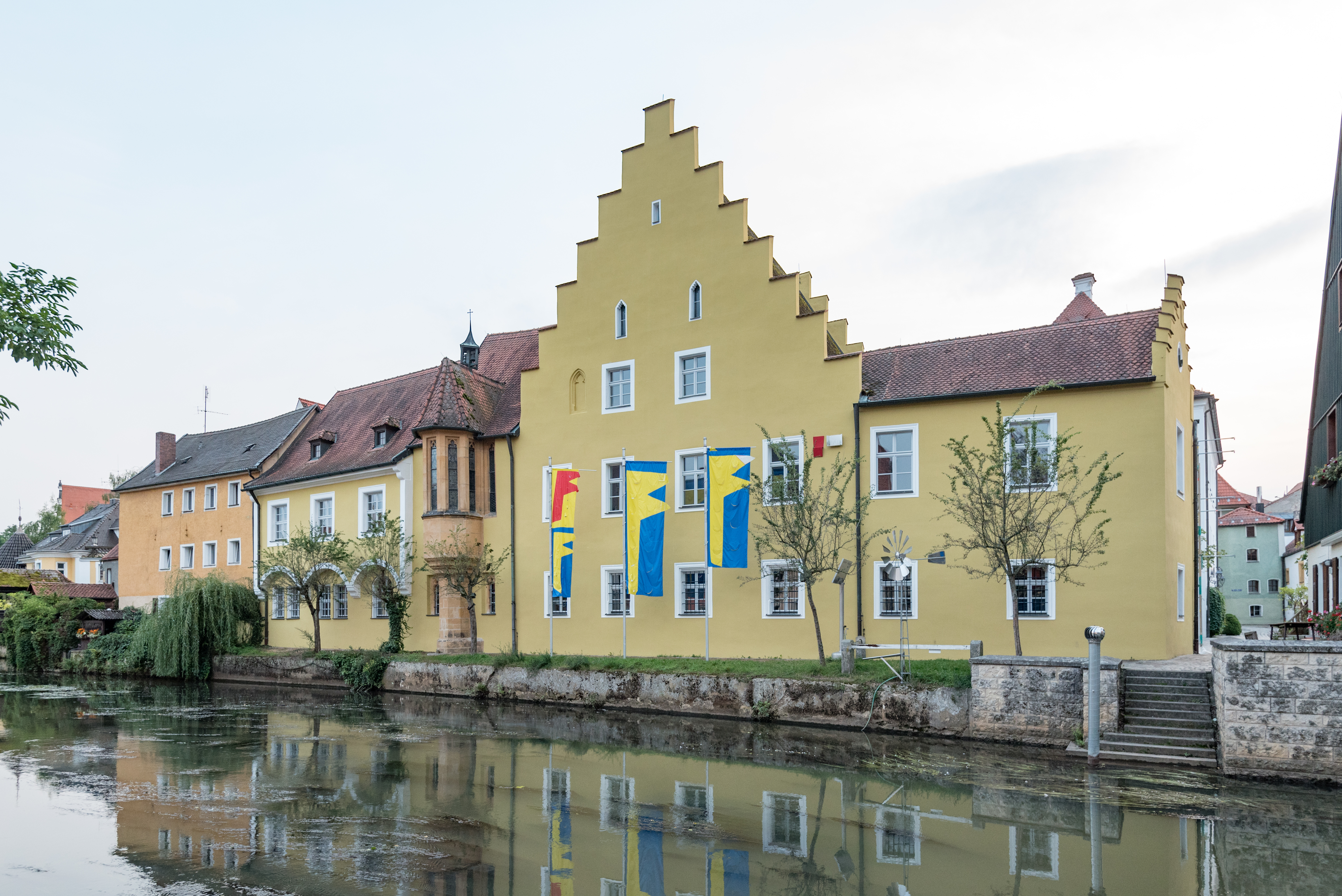
Klösterl in Amberg, heute Luftmuseum Amberg

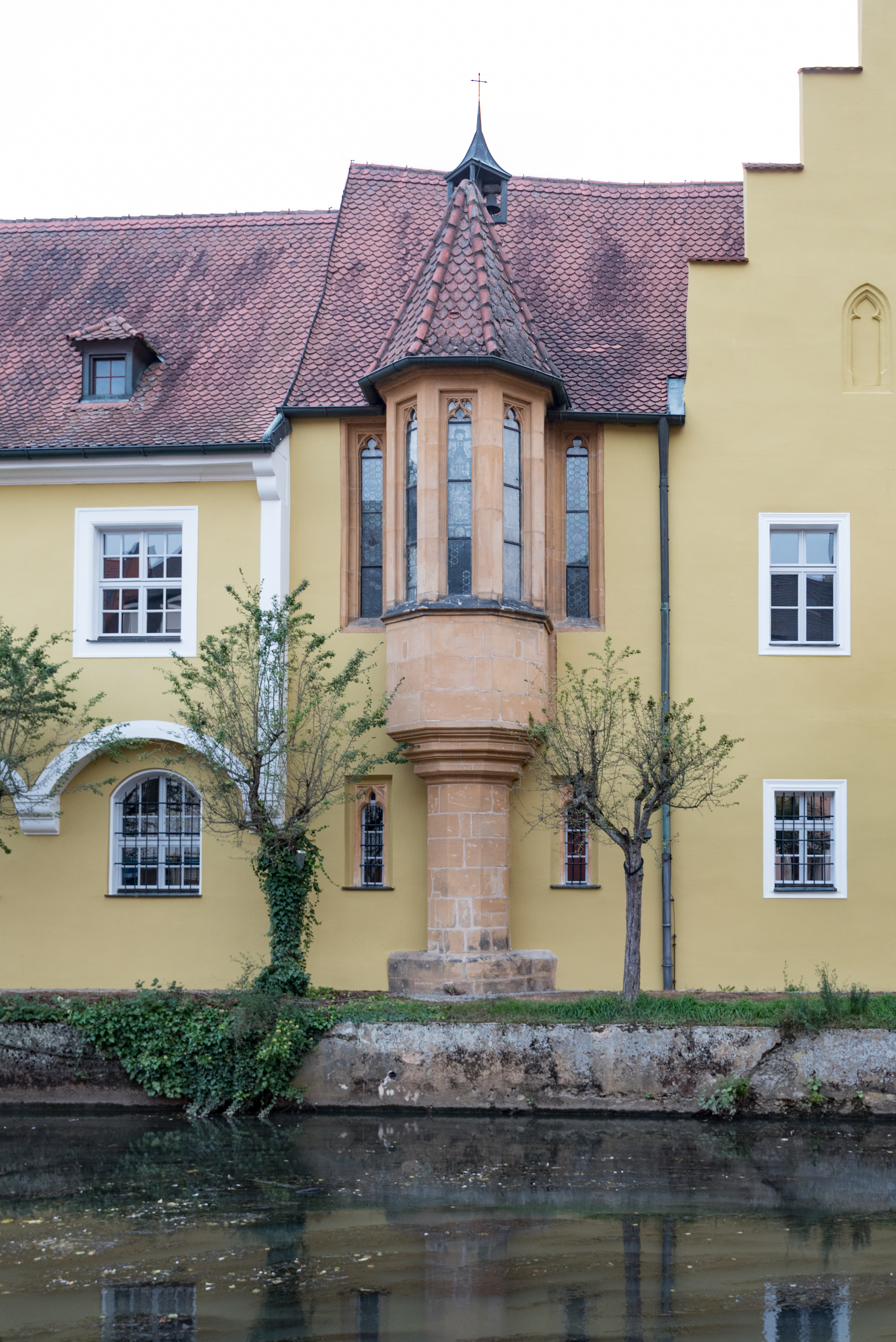
Kapelle im Klösterl

Das sog. Klösterl entstand zwischen 1296 und 1315. Es ist ein zweigeschossiger Bau mit einem hohen gotischen Treppengiebel. Es besitzt an der Ostseite einen gegen die Vils vorspringenden Altarerker mit fünf hohen Fenstern und einem Spitzdach. Dieser gehörte zur Hauskapelle des ehemaligen Schlosses und befindet sich im Obergeschoss des Gebäudes. Die Kapelle besitzt gotische Rippengewölbe und Kapitelle mit Laubwerk und Tiergestalten. Im Schlussstein des Chores ist das Haupt Christi abgebildet, die anderen sind mit Rosetten verziert. Die fünf Fenster des Chores sind mit Glasfenstern aus dem 15. Jahrhundert (1410) geschmückt. Die beiden Glocken in dem aufgesetzten Dachreiter gehören dem 14. und 16. Jahrhundert (1513) an. Der Südflügel ist ein zweigeschossiger Satteldachbau von 1912.

## Geschichte

### Alte Veste
In dieser Veste residierte der Vizedom als Vertreter des Landesherrn. Hier wurde auch der spätere König Rupprecht III. geboren und er hat hier am 27. Juni 1374 Elisabeth von Hohenzollern geehelicht. Diese prunkvolle Eheschließung ist als Amberger Hochzeit bekannt. Hier sollten er und seine Familie 1401 auch vergiftet werden. Der Anschlag sollte durch den von Gian Galeazzo Visconti angestifteten Leibarzt durchgeführt werden, der Anschlag konnte aber rechtzeitig entdeckt und der Täter verhaftet werden.
Nachdem das Kurfürstliche Schloss 1417 und die dazugehörenden Regierungsgebäude ab 1544 errichtet worden waren, diente die Alte Veste als Marstall. Von 1703 bis 1709 benutzte der Hofkammerrat und Hofkastner von Weinzierl das Gebäude als Wohnung. 1710 zog hier Regierungsrat und Landschaftskommissär von Ronden ein. Ihm folgte 1715 der Hofkastner Johann Georg Finck, der 1718 die Wohnung für den neuen Kanzler von Pistorini räumen musste. Während des Österreichischen Erbfolgekrieges (1740–1745) war hier französisches Militär untergebracht.
Seit 1762 war geplant, das Gebäude zu verkaufen. Bei der Versteigerung am 19. April 1784 wurde das Gebäude von dem Kämmerer und Regierungsrat Freiherr von Egkher für 1200 fl erworben. Das Allianzwappen am Eingang des Gebäudes ist das Wappen des Egkhers und seiner Gemahlin, einer Enkelin des Kurfürsten Karl Theodor und Tochter des Statthalters Franz Ludwig Graf von Holnstein. In dieser Zeit wurde die Alte Veste renoviert, der zuvor vorhandene Treppengiebel abgebrochen und durch ein Walmdach ersetzt. Am 31. Mai 1839 wurde das Gebäude an Freiherrn Karl von Schönstätt auf Wolfring verkauft. 1904 erwarb die Firma Schneidt das Gebäude. Eine beantragte Abbruchgenehmigung von 1978 wurde nicht genehmigt und die Firma verkaufte die Alte Veste am 1. Oktober 1978 an die Stadt Amberg. Diese hat das Gebäude grundlegend sanieren lassen und 1985 ist es von der Direktion der Stadtbau Amberg GmbH bezogen worden.

### Klösterl
Dieser Teil des Schlosses wurde nach 1410 der Witwensitz von Elisabeth, der Gemahlin von König Ruprecht. Als späterer Eigentümer wird Bischof Konrad VII. von Regensburg genannt. Auf ihn folgt der Vizedom von Hohenrechberg, dann folgt 1453 Georg Kastner von Schnaittenbach und 1524 leben hier die Hegner. Im 17. Jahrhundert gehört das Schlössl den Familien Fritsch, Boslarn und von Loeven.
1804 wurde der Komplex an Private verkauft und ab 1839 für ein Kloster der Schulschwestern verwendet, von daher stammt auch die Bezeichnung Klösterl, danach wurde es zur Maximiliansrettungsanstalt, einem Waisenhaus. 1934 baute die Stadt Amberg das Klösterl um, damit dort das Heimatmuseum der Stadt eingerichtet werden konnte. Das Museum wurde am 7. November 1937 eröffnet und war hier bis 1984 untergebracht. 1990 wurde hier das Prähistorische Museum von Amberg eingerichtet, das am 14. Februar 2005 mit dem Stadtmuseum Amberg zusammengelegt wurde. 2006 kam es hier zur Gründung des privaten Luftmuseums im Klösterl am Eichenforst.